# 로봇 앤 프랭크
《로봇 앤 프랭크》(영어: Robot & Frank)는 2012년 개봉한 미국의 SF 코미디 드라마 영화이다.

## 줄거리
가까운 미래를 배경으로, 과거 절도 전과가 있는 노인 프랭크는 심해지는 치매 증상으로 혼자 생활하는 데 어려움을 겪는다. 변호사 아들 헌터는 간호를 위해 로봇 도우미를 구입한다. 이 로봇은 프랭크의 일상 관리와 인지 능력 향상을 위한 활동을 돕도록 프로그래밍되어 있다.
처음에는 로봇의 존재를 탐탁지 않게 여기던 프랭크는 로봇이 불법 행위를 구분하지 못하고 자물쇠 따는 기술까지 가지고 있음을 알게 되면서 호감을 느낀다. 프랭크는 도서관 사서 제니퍼의 환심을 사기 위해 로봇과 함께 도서관에서 돈 키호테 고서적을 훔친 뒤 이를 보수하여 커뮤니티 센터에 돌려놓는다.
한편 투르크메니스탄에서 박애주의 활동을 하던 딸 매디슨은 로봇의 존재를 알고 반대하며 프랭크에게 로봇을 없애라고 요구하지만 프랭크는 이를 거부한다. 프랭크는 마지막으로 도서관 재개발을 추진하는 부유한 개발업자 제이크로부터 보석을 훔친다. 경찰은 프랭크를 의심하기 시작하고, 프랭크는 위기를 모면하기 위해 죽어가는 척까지 한다. 결국 프랭크는 자신의 기억이 희미해지는 와중에 로봇의 기억까지 지워야 할지 고민한다.
프랭크는 도서관에서 제니퍼가 자신의 전처였음을 기억해낸다. 로봇은 프랭크가 감옥에 가지 않도록 자신의 기억을 지우라고 설득하고, 프랭크는 결국 로봇의 기억을 지운다. 치매 증상이 심해진 프랭크는 요양원에 들어가게 되고, 가족 방문 중에 헌터에게 로봇이 만든 토마토 밭 아래에 보석이 숨겨져 있다는 단서를 남긴다.

## 출연
- 프랭크 랜젤라 - 프랭크 웰드 역
- 수전 서랜던 - 제니퍼 역
- 피터 사즈가드 - 로봇 역 (목소리 출연)
- 제임스 마즈든 - 헌터 웰드 역
- 리브 타일러 - 매디슨 웰드 역
- 케인 셰퍼드 - 라이언 역
- 제러미 스트롱 - 제이크 역
- 제러미 시스토 - 롤링스 보안관 역
- 캐서린 워터스턴 - 쇼핑객 역
- 아나 개스타이어 - 쇼핑객 역

## 기타 제작진
- 미술: 샤론 로모프스키
- 의상: 에리카 먼로

## 같이 보기
- 가사지원 로봇
- 로봇공학